# Bose-Einstein-Statistik

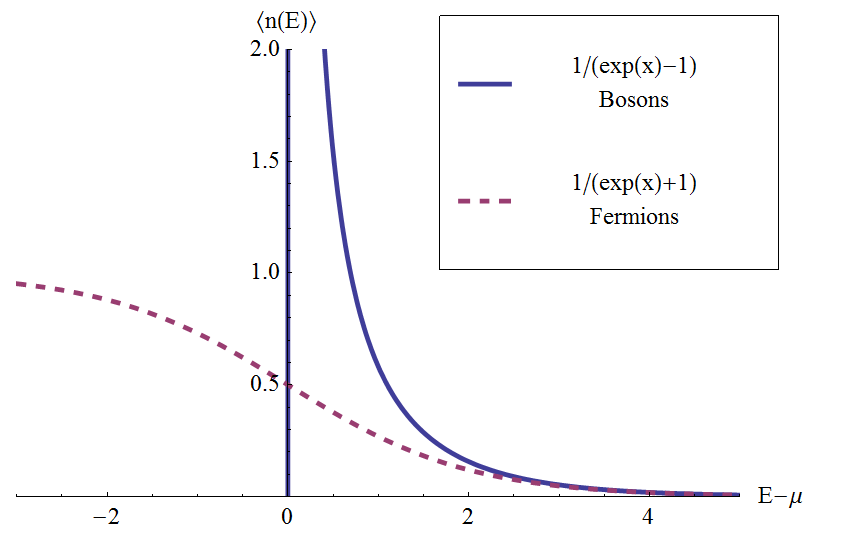
Besetzungszahl als Funktion der Energie
für Bosonen (Bose-Einstein-Statistik, obere Kurve)
bzw. Fermionen (Fermi-Dirac-Statistik, untere Kurve),
jeweils im Spezialfall der Wechselwirkungsfreiheit und bei konstanter Temperatur.
Das chemische Potential ist ein Parameter, der von Temperatur und Dichte abhängt;
im Bose-Fall ist es immer kleiner als die Energie und würde im Grenzfall der Bose-Einstein-Kondensation verschwinden;
im Fermi-Fall dagegen ist es positiv, bei entspricht es der Fermi-Energie.

Die Bose-Einstein-Statistik oder auch Bose-Einstein-Verteilung, benannt nach Satyendranath Bose (1894–1974) und Albert Einstein (1879–1955), ist eine Wahrscheinlichkeitsverteilung in der Quantenstatistik (dort auch die Herleitung). Sie beschreibt die mittlere Besetzungszahl {\displaystyle \langle n(E)\rangle } eines Quantenzustands der Energie {\displaystyle E\,} im thermodynamischen Gleichgewicht bei der absoluten Temperatur {\displaystyle T} für identische Bosonen als besetzende Teilchen.
Analog existiert für Fermionen die Fermi-Dirac-Statistik, die ebenso wie die Bose-Einstein-Statistik im Grenzfall großer Energie {\displaystyle E} in die Boltzmann-Statistik übergeht.
Kernpunkt der Bose-Einstein-Statistik ist, dass bei gleichzeitiger Vertauschung aller vier Variablen {\displaystyle x,y,z,m\,} zweier Bosonen ({\displaystyle x,y\,} und {\displaystyle z\,}: Ortsvariable; {\displaystyle m\,}: Spinvariable) die Wellenfunktion {\displaystyle \psi \,} bzw. der Zustandsvektor eines Vielteilchensystems nicht das Vorzeichen wechselt {\displaystyle (\psi \rightarrow \psi )}, während es in der Fermi-Dirac-Statistik sehr wohl wechselt {\displaystyle (\psi \rightarrow -\psi )}. Im Gegensatz zu Fermionen können deshalb mehrere Bosonen im gleichen Ein-Teilchen-Zustand sein, also die gleichen Quantenzahlen haben.

## Bei Wechselwirkungsfreiheit
Bei Wechselwirkungsfreiheit (Bosegas) ergibt sich für Bosonen die folgende Formel:
{\displaystyle \langle n(E)\rangle ={\frac {1}{e^{\beta (E-\mu )}-1}}}
mit
- dem chemischen Potential {\displaystyle \mu }, welches für Bosonen stets kleiner als der niedrigste mögliche Energiewert ist: {\displaystyle \mu <E};
daher ist die Bose-Einstein-Statistik nur für Energiewerte {\displaystyle E-\mu >0} definiert.
- der Energienormierung {\displaystyle \beta }. Die Wahl von {\displaystyle \beta } hängt von der verwendeten Temperaturskala ab:
  - üblicherweise wird sie gewählt zu {\displaystyle \beta =1/(k_{\mathrm {B} }T)} mit der Boltzmann-Konstanten {\displaystyle k_{\mathrm {B} }};
  - sie beträgt {\displaystyle \beta =1/T}, wenn die Temperatur in Energieeinheiten, etwa Joule, gemessen wird; dies geschieht, wenn {\displaystyle k_{\mathrm {B} }} auch in der Definition der Entropie – welche dann einheitenlos ist – nicht auftaucht.

Unterhalb einer sehr tiefen kritischen Temperatur {\displaystyle T_{\lambda }} erhält man bei Wechselwirkungsfreiheit – unter der Annahme, dass {\displaystyle \mu \,} gegen das Energie-Minimum strebt – die Bose-Einstein-Kondensation.
Man beachte, dass es sich bei {\displaystyle \langle n(E)\rangle } um die Besetzungszahl eines Quantenzustandes handelt. Benötigt man die Besetzungszahl eines entarteten Energieniveaus, so ist obiger Ausdruck zusätzlich mit dem entsprechenden Entartungsgrad {\displaystyle g_{i}=2s+1} zu multiplizieren ({\displaystyle s\,}: Spin, bei Bosonen immer ganzzahlig), vgl. auch Multiplizität.

## Herleitung aus einem Minimum der freien Energie
Aus der Bedingung, dass im thermischen Gleichgewicht (bei konstanter Temperatur {\displaystyle T}, Teilchenzahl {\displaystyle N} und Volumen {\displaystyle V}) die freie Energie
{\displaystyle F=E-TS\qquad (1)}
ein Minimum annimmt, kann die Bose-Einstein-Statistik mit wenigen Annahmen hergeleitet werden. Es sei {\displaystyle N} die Gesamtzahl aller Bosonen und {\displaystyle N_{i}} die Anzahl Bosonen im Energieniveau {\displaystyle E_{i}} mit {\displaystyle i=1,2,\dots ,I}, d. h. die {\displaystyle N} Bosonen seien über die Energieniveaus {\displaystyle E_{i}} verteilt. {\displaystyle D_{i}} sei die Anzahl der möglichen Zustände im Energieniveau {\displaystyle E_{i}}, d. h. die Energieniveaus {\displaystyle E_{1},E_{2},\dots ,E_{I}} seien jeweils {\displaystyle D_{1},D_{2},\dots ,D_{I}} -fach entartet. Für den Makrozustand des Systems ist es unerheblich, welche der {\displaystyle N} Bosonen sich im {\displaystyle i}-ten Energieniveau befinden und welche der {\displaystyle D_{i}} Zustände sie darin besetzen. Der Makrozustand wird daher vollständig durch {\displaystyle N_{1},N_{2},\dots ,N_{I}} bestimmt.
Für eine beliebige Verteilung der Bosonen auf die Energieniveaus gilt:
{\displaystyle {\begin{aligned}N&=\sum _{i=1}^{I}N_{i}&\qquad (2)\\E&=\sum _{i=1}^{I}N_{i}E_{i}&\qquad (3)\\S&=k_{\rm {B}}\ln W.&\qquad (4)&\end{aligned}}}
Gleichung (2) gibt die Gesamtzahl der Bosonen wieder, die konstant gehalten werden soll, während die einzelnen {\displaystyle N_{i}} variiert werden, um das Minimum von {\displaystyle F} zu erreichen. Gleichung (3) gibt die zur vorliegenden Verteilung gehörende Energie {\displaystyle E} des Systems an. Gleichung (4) ist (nach Ludwig Boltzmann) die Entropie des Zustands des Systems (Makrozustand), wobei {\displaystyle \textstyle W=\prod _{i=1}^{I}W_{i}} die Wahrscheinlichkeit für die Besetzungszahlen {\displaystyle N_{1},N_{2},\dots ,N_{I}} angibt, d. h. die Anzahl der möglichen Verteilungen (Mikrozustände) von jeweils {\displaystyle N_{i}} Bosonen auf die Plätze {\displaystyle D_{i}} für alle Energieniveaus {\displaystyle i=1,2,\dots ,I}. Aus Gleichung (4) folgt damit:
{\displaystyle S=k_{\rm {B}}\ln \prod _{i=1}^{I}W_{i}=k_{\rm {B}}\sum _{i=1}^{I}\ln W_{i}.\qquad (5)}
Dabei gibt der Binomialkoeffizient
{\displaystyle W_{i}={\binom {N_{i}+D_{i}-1}{N_{i}}}={\frac {(N_{i}+D_{i}-1)!}{N_{i}!(D_{i}-1)!}}}
die Anzahl der Möglichkeiten an, dass {\displaystyle N_{i}} Teilchen ohne Beachtung der Reihenfolge das {\displaystyle D_{i}}-fach entartete Energieniveau {\displaystyle E_{i}} zu besetzen (Kombination mit Wiederholung von {\displaystyle N_{i}} Teilchen).
Mit Hilfe der beiden ersten dominierenden Glieder der Stirling-Reihe ({\displaystyle \ln k!\approx k\ln k-k} für {\displaystyle k\to \infty }) und {\displaystyle N_{i}>>1,D_{i}>>1} ergibt sich weiter
{\displaystyle {\begin{aligned}\ln W_{i}&=\ln(N_{i}+D_{i}-1)!-\ln N_{i}!-\ln(D_{i}-1)!\\&\approx (N_{i}+D_{i}-1)\ln(N_{i}+D_{i}-1)-(N_{i}+D_{i}-1)-N_{i}\ln N_{i}+N_{i}-(D_{i}-1)\ln(D_{i}-1)+(D_{i}-1)\\&=(N_{i}+D_{i}-1)\ln(N_{i}+D_{i}-1)-N_{i}\ln N_{i}-(D_{i}-1)\ln(D_{i}-1).\qquad \qquad \qquad \qquad \qquad \qquad \qquad \qquad (6)\\\end{aligned}}}
Um die Verteilung zu finden, bei der die freie Energie {\displaystyle F} unter der Nebenbedingung {\displaystyle N=\mathrm {const} }, aber {\displaystyle N_{i}} variabel, minimal wird, kann die Methode der Lagrange-Multiplikatoren benutzt werden:
{\displaystyle {\frac {\partial F}{\partial N_{i}}}-\lambda {\frac {\partial N}{\partial N_{i}}}=0\qquad } für {\displaystyle i=1,2,3\dots I.\qquad (7)}
Darin ist {\displaystyle \lambda } der (von {\displaystyle i} unabhängige) Lagrange-Multiplikator. Hierbei gilt für die partiellen Ableitungen {\displaystyle {\frac {\partial N}{\partial N_{i}}}=1} und {\displaystyle {\frac {\partial E}{\partial N_{i}}}=E_{i}}, da jedes {\displaystyle N_{i}} genau einmal linear in der Summe von Gleichung (2) bzw. (3) vorkommt. Da {\displaystyle N_{i}} nur Variable von {\displaystyle W_{i}}, aber nicht von {\displaystyle W_{j}} mit {\displaystyle j\neq i} ist, vereinfacht sich die Summe von Gleichung (5) durch die partielle Ableitung nach {\displaystyle N_{i}} wie folgt: {\displaystyle {\frac {\partial S}{\partial N_{i}}}=k_{\rm {B}}{\frac {\partial \ln W_{i}}{\partial N_{i}}}}.
Damit ergibt sich aus Gleichung (1) und (7):
{\displaystyle \lambda ={\frac {\partial F}{\partial N_{i}}}={\frac {\partial E}{\partial N_{i}}}-T{\frac {\partial S}{\partial N_{i}}}=E_{i}-k_{\rm {B}}T{\frac {\partial \ln W_{i}}{\partial N_{i}}}.\qquad (8)}

Die partielle Ableitung {\displaystyle {\frac {\partial \ln W_{i}}{\partial N_{i}}}} kann aus Gl. (6) mit {\displaystyle N_{i}>>1} berechnet werden:
{\displaystyle {\begin{aligned}{\frac {\partial \ln W_{i}}{\partial N_{i}}}&\approx \ln(N_{i}+D_{i}-1)+1-\ln N_{i}-1\\&=\ln(N_{i}+D_{i}-1)-\ln N_{i}\\&=\ln(D_{i}/N_{i}+1-1/N_{i})\\&\approx \ln(D_{i}/N_{i}+1).\\\end{aligned}}}
Damit ergibt sich aus Gleichung (8)
{\displaystyle \lambda =E_{i}-k_{\rm {B}}T\ln(D_{i}/N_{i}+1)}.
Einsetzen der durch {\displaystyle f_{i}:={\frac {N_{i}}{D_{i}}}} gegebenen Besetzungswahrscheinlichkeit {\displaystyle f_{i}} und Umstellung ergibt
{\displaystyle f_{i}={\frac {1}{\exp {\frac {E_{i}-\lambda }{k_{\rm {B}}T}}-1}}}.
Dies ist die Bose-Einstein-Statistik. Der Lagrange-Multiplikator erweist sich als ihr chemisches Potential {\displaystyle \mu =\lambda }.